# Cedar Bluff (Virgínia)
Cedar Bluff és una població dels Estats Units a l'estat de Virgínia. Segons el cens del 2000 tenia 1.085 habitants.

## Demografia
Segons el cens del 2000, Cedar Bluff tenia 1.085 habitants, 475 habitatges, i 312 famílies. La densitat de població era de 182,9 habitants per km².
Dels 475 habitatges en un 29,1% hi vivien nens de menys de 18 anys, en un 48,2% hi vivien parelles casades, en un 13,1% dones solteres, i en un 34,3% no eren unitats familiars. En el 32% dels habitatges hi vivien persones soles el 13,9% de les quals corresponia a persones de 65 anys o més que vivien soles. El nombre mitjà de persones vivint en cada habitatge era de 2,28 i el nombre mitjà de persones que vivien en cada família era de 2,84.
Per edats la població es repartia de la següent manera: un 22,8% tenia menys de 18 anys, un 7,3% entre 18 i 24, un 26,8% entre 25 i 44, un 27,6% de 45 a 60 i un 15,5% 65 anys o més.
L'edat mediana era de 40 anys. Per cada 100 dones de 18 o més anys hi havia 82,6 homes.
La renda mediana per habitatge era de 26.375$ i la renda mediana per família de 30.357$. Els homes tenien una renda mediana de 30.982$ mentre que les dones 20.667$. La renda per capita de la població era de 16.664$. Entorn de l'11,9% de les famílies i el 14,3% de la població estaven per davall del llindar de pobresa.

## Poblacions més properes
El següent diagrama mostra les poblacions més properes.